# Parlamentswahl in Montenegro 2027
Die Parlamentswahl in Montenegro 2027 muss vor dem 30. Juni 2027 stattfinden.
Gewählt werden alle 81 Abgeordneten des Parlaments von Montenegro. 